# Peter Lérant
Peter Lérant (30 de novembro de 1977) é um treinador e ex-futebolista profissional eslovaco que atuava como defensor.

## Carreira
Peter Lérant representou a Seleção Eslovaca de Futebol, nas Olimpíadas de 2000. 